# Kristianstadsdagarna
Kristianstadsdagarna var en stadsfestival i Kristianstad som startade 1990 och pågick under nio dagar på sommaren. Festivalen lockade cirka 150 000 besökare till Kristianstad. Festivalen började alltid fredag vecka 27 och varade till lördag vecka 28. På grund av stora ombyggnader i stadskärnan anordnades inte Kristianstadsdagarna under 2012 och 2013. År 2014 firade Kristianstad 400-årsjumbileum och festligheterna avlöste varandra under hela året. Istället för Kristianstadsdagarna samlades alla arrangemang som genomfördes i kommunen under sommaren 2012 under ett nytt programnamn, SommarKristianstad. Från 2013 kallades sommaraktiviteterna i staden för Sommar i City. År 2016 lämnade kommunen arrangemanget.